# Rdečeči razcepljenec
Rdečeči razcepljenec (znanstveno ime Inosperma adaequatum) je gliva iz rodu rezcepljencev (Inosperma).

## Značilnosti
Klobuk ima v premeru od 3 do 8 cm. Je stožčasto izbočen ali ploščat z grbo. Rob je tanek in se kmalu upogne navzgor, je valovit in razcepljen. Površina je svetlo mesnate barve, rahlo svilnata, radialno vlaknata, prekrita z umazano češnjevimi ali rjavo češnjevimi luskami. Barva je najbolj intenzivna v sredini in svetlejša proti robu.
Lističi so zaokroženo pripeti na bet, tanki in gosti. So rumeno rjaste barve. Ostrinka je bela.
Bet je visok od 5 do 12 cm in širok od 0,6 do 2 cm, valjast, pri dnu nekoliko debelejši, mesnat in poln. Pod klobukom je svetlejši, proti dnišču postaja temnejši - od umazano rožnate do temno vijoličaste barve. Ta izhaja iz vlaken, ki ga prekrivajo, njena intenzivnost pa je odvisna od njihove gostote.
Meso je belkaste do umazano češnjeve barve, ki je najbolj intenzivna na sredini klobuka in dnu beta. Običajno je črvivo in ima močno neprijeten spermatičen vonj ter blag okus.

## Razširjenost in življenjski prostor
Je mikorizna gliva. Pojavlja se od junija do oktobra v listnatih in mešanih gozdovih, v parkih, botaničnih vrtovih, med odpadlim listjem, predvsem pod gabri, lesko, bukvami in hrasti.

## Mikroskopske značilnosti
Trosni odtis je  rjav. Trosi so elipsasti ali fižolasti, gladki, brez izrastkov in merijo 12–16,5 × 6,5–8,5 µm. Imajo debele rjasto rjave stene.

## Podobne vrste
- rdečkasti razcepljenec (Inosperma erubescens)
- srnjerjavi razcepljenec (Inosperma cervicolor)

## Uporabnost
Neužiten.

## Galerija slik
- razcepljen klobuk
- lističi in bet
- trosi
- bazidiji